# Вірменоїдний тип
Вірменоїдна раса (також хеттська раса , ассирійська раса) — антропологічний тип, варіант балкано-кавказької раси, що входить до великої європеоїдної раси. Поширена по всій Євразії, з більшою концентрацією в Малій Азії, а також у Вірменії, південно-східній (у поєднанні з кавкасіонним) Грузії, Сирії та Лівані, що виражається також в найменуваннях «хетська раса» і «каппадокійська раса». На думку ряду дослідників, одними з найдавніших представників вірменоїдної раси були носії трипільської культури, однак подібні твердження аргументовано оскаржуються. Вірменоїдний тип був переважаючим типом у стародавніх амореїв. Головними сучасними представниками даного типу є вірмени і ассирійці, також він характерний для східних грузин

## Характеристика і походження
Вірменоїдний тип, що входить до балкано-кавказької малої раси, характеризується сильним розвитком третинного волосяного покриву, виступаючим носом з опуклою спинкою і опущеним підставою, брахикефалією, низьким і порівняно широким обличчям, плоскою потилицею, великим розрізом очей (зовнішній кут ока нижче внутрішнього), середнім ростом. По ширині і пігментації особи вірменоїдного типу займають проміжне місце між кавказьким і каспійським
За рядом показників він зближується із західними греками, албанцями, югославами та іншими людьми динарської раси. Американський антрополог К. Кун, однак, вважав, що схожість вірменоїдної і динарської рас викликано лише конвергентною еволюцією - процесом динарізації. Кун вважав вірменоїдний тип стабільним гібридом між альпійською і середземноморською расами, змішаних у відношенні 2: 1. Відомий радянський антрополог В. П. Алексєєв відзначав, що зона формування вірменоїдів включала територію Вірменії, але лише як північну периферію, а основний ареал її формування відбувався в Передній Азії

## Положення в расових класифікаціях
Даний комплекс ознак був виділений Ж. Денікером під іменем ассирійської раси, а назва «вірменоїдна раса» було вперше використано французьким антропологом Ж. Монтадоном (1933). При популяційному підході назву «вірменоїдна  раса» майже не використовується. В. П. Алексєєв відзначав, що комплекс ознак, аналогічний вірменоїдній, виявлено у багатьох районах серед сучасного населення Передньої Азії, і включав вірменоїдний варіант, представлений в населенні Південного Кавказу , в передньоазійську групу популяцій середземноморської або південноєвропейської локальної раси . М. Г. Абдушелішвілі виділяє вірменоїдний тип (поряд з ассироїдним, іберійським, колхським і кавказьким) в передньоазійській групі південної гілки великої європеоїдної раси. Морфологічно ця передньоазійська група характеризується сильним розвитком третинного волосяного покриву, вираженими надбрів'ями, різко виступаючим, середньошироким, з опуклою спинкою, носом, з дуже високим переніссям. Ареал її поширення - Закавказзя, Анатолія, Месопотамія, Сирія, Палестина і Аравія. Передньоазійський тип - це найпоширеніший тип для сучасного населення Кавказу. Він переважає серед ассирійських, вірменських, грузинських, західно-азербайджанських і західно-дагестанських груп. У представників цього типу темне волосся, довжина тіла нижче середньої, високий головний покажчик, відносно широке обличчя, опукла форма спинки носа, сильний розвиток третинного волосяного покриву